# Korfbal League 2022/23
De Korfbal League 2022/23 is de 18e editie van de Korfbal League, de hoogste Nederlandse korfbalcompetitie. In dit seizoen spelen 10 teams in 1 poule ; dezelfde opzet als voor de Coronapandemie in bijvoorbeeld seizoen 2018-2019.
Dit betekende wel dat vorig seizoen (21-22) anders eindigde dan normaal ; in dit seizoen degradeerden 3 teams direct. Dit kwam als gevolg van de nieuwe indeling van het Nederlandse Topkorfbal. Tussen de Korfbal League en de Hoofdklasse is voor het seizoen 2022/2023 een nieuwe competitie ingebracht, de Korfbal League 2. Voorheen speelde, mede door de verstoorde seizoenen tijdens de Coronapandemie, in de Korfbal League twaalf teams en in de Hoofdklasse zestien teams. Om de verstoring recht te trekken spelen er vanaf het seizoen 2022/2023 in alle drie de Topkorfbal klassen tien teams.
Vanaf dit seizoen is Kenonz de nieuwe hoofdsponsor van de Korfbal League. Hierdoor heet de competitie officieel de Kenonz Korfbal League.

## Teams
In dit seizoen zullen 10 teams deelnemen aan het hoofdtoernooi in de Korfbal League. Vervolgens zullen vier teams strijden om een finale plek in Ahoy, in de play-offrondes. Daarnaast maken de nummers 1 en 2 van de Korfbal League 2 competitie kans om volgend jaar in de Korfbal League te spelen.
| Club                    | Plaats                 | Coach                              |
| ----------------------- | ---------------------- | ---------------------------------- |
| DOS'46                  | Nijeveen               | Henk Jan Mulder & Friso Boode      |
| DVO/Transus             | Bennekom               | Richard van Vloten                 |
| Fortuna/Delta Logistiek | Delft                  | Ard Korporaal & Damien Folkerts    |
| KZ/Thermo4U             | Koog aan de Zaan       | Tim Bakker                         |
| LDODK/Rinsma Modeplein  | Gorredijk              | Gerald Aukes                       |
| PKC/Vertom              | Papendrecht            | Wim Scholtmeijer & Jennifer Tromp  |
| AKC Blauw-Wit           | Amsterdam              | Mark van der Laan & Erik van Brenk |
| KCC/CK Kozijnen         | Capelle aan den IJssel | Robin Diepenhorst & Wilrik Wassink |
| Unitas/Perspectief      | Harderwijk             | Marc Houtman                       |
| Groen Geel/RM Huis Emma | Wormer                 | Daniël Harmzen                     |

## Transfers in het off-season
| Speler                   | van                     | naar                         |
| ------------------------ | ----------------------- | ---------------------------- |
| Marloes Frieswijk        | LDODK/Rinsma Modeplein  | SCO (niet in Korfbal League) |
| Frank Mostard            | TOP (Sassenheim)        | AKC Blauw-Wit                |
| Barbara Brouwer          | TOP (Sassenheim)        | DVO/Accountor                |
| Harjan Visscher          | Fortuna/Delta Logistiek | LDODK/Rinsma Modeplein       |
| Marijn van den Goorbergh | PKC/Vertom              | KZ/Thermo4U                  |

## Seizoen
De opzet van dit seizoen is anders dan de afgelopen 2 jaar. Deze opzet is zoals de Korfbal League werd gespeeld voor de coronapandemie ; elk team speelt 1 thuis- en uitwedstrijd tegen elk team.
Hierna volgen de play-offs en play-downs.
Voor de play-offs plaatsen de nummers 1 t/ 4 in een best-of-3 serie voor een plaats in de finale.
De nummer 9 plaatst zich voor de play-down tegen de verliezend Korfbal League 2 finalist. De nummer 10 degradeert direct naar de Korfbal League 2.
| pos | club                    | gs | w  | g | v  | pnt | dv  | dt  | dt   |
| --- | ----------------------- | -- | -- | - | -- | --- | --- | --- | ---- |
| 1.  | PKC/Vertom              | 18 | 14 | 2 | 2  | 30  | 454 | 337 | +117 |
| 2.  | Fortuna/Delta Logistiek | 18 | 11 | 4 | 3  | 26  | 432 | 383 | +49  |
| 3.  | DVO/Transus             | 18 | 12 | 1 | 5  | 25  | 453 | 374 | +79  |
| 4.  | LDODK/Rinsma Modeplein  | 18 | 10 | 2 | 6  | 22  | 401 | 377 | +24  |
| 5.  | DOS'46                  | 18 | 8  | 3 | 7  | 19  | 370 | 361 | +9   |
| 6.  | KZ/Thermo4U             | 18 | 8  | 2 | 8  | 18  | 404 | 383 | +21  |
| 7.  | KCC/CK Kozijnen         | 18 | 6  | 3 | 9  | 15  | 363 | 412 | -49  |
| 8.  | AKC Blauw-Wit           | 18 | 6  | 1 | 11 | 13  | 392 | 437 | -45  |
| 9.  | Groen Geel/RM Huis Emma | 18 | 4  | 1 | 13 | 9   | 350 | 434 | -84  |
| 10. | Unitas/Perspectief      | 18 | 1  | 1 | 16 | 3   | 345 | 466 | -121 |

## Play-offs & Finale
|  | Play-offs | Play-offs   | Play-offs   | Play-offs | Play-offs               |    |            | Finale | Finale | Finale | Finale | Finale |
|  |           |             |             |           |                         |    |            |        |        |        |        |        |
|  | 1         | PKC/Vertom  | 35          | 22        |                         |    |            |        |        |        |        |        |
|  | 4         | LDODK       | 21          | 19        |                         |    |            |        |        |        |        |        |
|  | 4         | LDODK       | 21          | 19        |                         | 1  | PKC/Vertom | 33     |        |        |        |        |
|  |           |             |             |           |                         | 1  | PKC/Vertom | 33     |        |        |        |        |
|  |           | 3           | DVO/Transus | 20        |                         |    |            |        |        |        |        |        |
|  | 2         | 3           | DVO/Transus | 20        | Fortuna/Delta Logistiek | 29 | 15         | 16     |        |        |        |        |
|  | 2         |             |             |           | Fortuna/Delta Logistiek | 29 | 15         | 16     |        |        |        |        |
|  | 3         | DVO/Transus | 19          | 19        | 23                      |    |            |        |        |        |        |        |

| Kampioen van Nederland 2022-2023 |
| -------------------------------- |
| PKC/Vertom Vierde Titel          |

## Promotie/Degradatie
Sinds het seizoen 22/23 is tussen de Korfbal League en de Hoofdklasse een nieuwe competitie ingebracht, de Korfbal League 2. De winnaar van de Korfbal League 2 Finale promoveert direct naar de Korfbal League. De nummer 10 van de Korfbal League degradeert direct naar de Korfbal League 2. De nummer 9 van de Korfbal League speelt na de Korfbal League 2 Finale een best-of-3 serie play-down tegen de verliezend Korfbal League 2 finalist. De winnaar van deze play-down serie bemachtigt het laatste plekje in de Korfbal League, de verliezer speelt volgend seizoen in de Korfbal League 2.
| Play-down |                         |    |    |  |
|           |                         |    |    |  |
| KL9       | Groen Geel/RM Huis Emma | 23 | 16 |  |
| H2        | Dalto                   | 17 | 15 |  |

## Prijzen
Aan het eind van het seizoen worden de League prijzen uitgedeeld, zie hier het overzicht:
| Award                      | Winnaar                            | Club                    |
| -------------------------- | ---------------------------------- | ----------------------- |
| Beste Speler               | Mick Snel                          | Fortuna/Delta Logistiek |
| Beste Speelster            | Femke Faber                        | LDODK/Rinsma Modeplein  |
| Beste coach                | Richard van Vloten                 | DVO/Transus             |
| ERIMA beste arbitrage      | Peter van der Terp & Stan de Groot |                         |
| Beste Speler onder 21      | Ran Faber                          | LDODK/Rinsma Modeplein  |
| Beste Speelster onder 21   | Annelie de Korte                   | DVO/Transus             |
| Beste Speler van de Finale | Jelmer Jonker                      | PKC/Vertom              |

## Trivia
- Op 15 februari 2023 maakte KV Groen Geel bekend direct de samenwerking te stoppen met coach Daniël Harmzen. Dico Dik nam de taak als coach over voor de rest van het seizoen